# Gurtejaure
Gurtejaure är en sjö i Storumans kommun i Lappland och ingår i Umeälvens huvudavrinningsområde. Namnet är samiskt och kan på svenska översättas med Smålomsjön.